# Sinocalamus rugosiglumis
Sinocalamus rugosiglumis är en gräsart som beskrevs av To Quyen Nguyen. Sinocalamus rugosiglumis ingår i släktet Sinocalamus och familjen gräs. Inga underarter finns listade i Catalogue of Life.